# Mistrzostwa Polski Seniorów w Lekkoatletyce 1932
13. Mistrzostwa Polski Seniorów w Lekkoatletyce – zawody, które rozgrywane były w Warszawie na Stadionie Wojska Polskiego w dniach 25–26 czerwca 1932 roku. 11. mistrzostwa kobiet odbyły się w Łodzi na Stadionie ŁKS-u w dniach 18–19 czerwca.

## Rezultaty
| NR – rekord Polski \| NL – najlepszy wynik w Polsce w sezonie \| SB – najlepszy wynik w sezonie \| PB – rekord życiowy |

### Mężczyźni
| Konkurencja:               | 1. miejsce                                                                    | Rezultat | 2. miejsce                                                                                | Rezultat | 3. miejsce                                                                         | Rezultat |
| Bieg na 100 m              | Edward Trojanowski Polonia Warszawa                                           | 10,9     | Karol Czysz Stadion Królewska Huta                                                        | 11,0     | Stefan Sikorski Polonia Warszawa                                                   |          |
| Bieg na 200 m              | Klemens Biniakowski Warta Poznań                                              | 22,6     | Edward Trojanowski Polonia Warszawa                                                       | 22,6     | Janusz Łopacki AZS Warszawa                                                        | 23,2     |
| Bieg na 400 m              | Klemens Biniakowski Warta Poznań                                              | 51,6     | Józef Miller AZS Warszawa                                                                 | 52,4     | Kazimierz Drozdowski Cracovia                                                      | 52,6     |
| Bieg na 800 m              | Janusz Kusociński Warszawianka                                                | 1:56,6   | Antoni Maszewski Polonia Warszawa                                                         | 1:57,0   | Kazimierz Kuźmicki AZS Warszawa                                                    | 1:57,1   |
| Bieg na 1500 m             | Kazimierz Kuźmicki AZS Warszawa                                               | 4:07,4   | Julian Strzałkowski Jagiellonia Białystok                                                 | 4:07,6   | Czesław Skowroński Warszawianka                                                    | 4:09,8   |
| Bieg na 5000 m             | Maksymilian Hartlik Stadion Królewska Huta                                    | 15:48,8  | Roman Sawaryn Pogoń Lwów                                                                  | 15:56,6  | Kazimierz Fiałka Cracovia                                                          | 16:03,0  |
| Bieg na 10 000 m           | Brunon Miałkas Warta Poznań                                                   | 33:21,0  | Kazimierz Fiałka Cracovia                                                                 | 33:31,0  | Mieczysław Żak Polonia Warszawa                                                    | o 200 m  |
| Bieg na 110 m przez płotki | Władysław Niemiec Pogoń Lwów                                                  | 16,5     | Wojciech Trojanowski AZS Warszawa                                                         | 16,8     | Jan Wieczorek 3 psap Wilno                                                         |          |
| Bieg na 400 m przez płotki | Antoni Maszewski Polonia Warszawa                                             | 56,8     | Stefan Kostrzewski AZS Warszawa                                                           | 57,2     | Witold Gedgowd Polonia Warszawa                                                    |          |
| Sztafeta 4 × 100 m         | AZS Warszawa Stefan Twardowski Jan Łada Janusz Łopacki Jerzy Koźlicki         | 44,6     | Polonia Warszawa Edward Trojanowski Józef Wielgomasz Stefan Sikorski Kazimierz Kalinowski | 44,7     | Warta Poznań Jan Wojtkowiak Henryk Stawiński Artur Jezierski Klemens Biniakowski   | 45,4     |
| Sztafeta 4 × 400 m         | Warta Poznań Walter Marciniec Artur Jezierski Jan Iwański Klemens Biniakowski | 3:27,0   | AZS Warszawa Józef Miller Kazimierz Kuźmicki Józef Jaworski Stefan Kostrzewski            | 3:28,0   | Polonia Warszawa Antoni Maszewski Witold Gedgowd Mieczysław Ossowski Czesław Mejro | 3:35,4   |
| Skok wzwyż                 | Jerzy Pławczyk AZS Warszawa                                                   | 1,83     | Władysław Niemiec Pogoń Lwów                                                              | 1,80     | Witold Gedgowd Polonia Warszawa                                                    | 1,75     |
| Skok o tyczce              | Juliusz Kluk Sokół-Macierz Lwów                                               | 3,60     | Stefan Adamczak Warta Poznań                                                              | 3,50     | Stefan Majtkowski Sokół Bydgoszcz                                                  | 3,40     |
| Skok w dal                 | Zdzisław Nowak Cracovia                                                       | 7,26     | Jan Skład AZS Warszawa                                                                    | 7,06     | Stefan Twardowski AZS Warszawa                                                     | 6,81     |
| Trójskok                   | Edward Luckhaus Jagiellonia Białystok                                         | 14,18    | Stefan Sikorski Polonia Warszawa                                                          | 13,52    | Stefan Nowosielski Cracovia                                                        | 13,19    |
| Pchnięcie kulą             | Zygmunt Heljasz Warta Poznań                                                  | 15,17    | Zbigniew Tilgner Sokół Poznań                                                             | 13,07    | Jan Nawojczyk 3 psap Wilno                                                         | 12,79    |
| Rzut dyskiem               | Zygmunt Heljasz Warta Poznań                                                  | 43,55    | Leon Kozłowski Legia Warszawa                                                             | 39,65    | Zbigniew Tilgner Sokół Poznań                                                      | 37,96    |
| Rzut młotem                | Józef Leśkiewicz Cracovia                                                     | 35,77    | Alojzy Więckowski Sokół Bydgoszcz                                                         | 35,75    | Zygmunt Heljasz Warta Poznań                                                       | 33,36    |
| Rzut oszczepem             | Walter Turczyk AZS Poznań                                                     | 60,42    | Franciszek Mikrut Warta Poznań                                                            | 59,55    | Władysław Mikrut Sokół Bydgoszcz                                                   | 56,39    |

### Kobiety
| Konkurencja:              | 1. miejsce                                                                  | Rezultat | 2. miejsce                                                                         | Rezultat | 3. miejsce                                                                     | Rezultat |
| Bieg na 60 m              | Anna Breuer Pogoń Katowice                                                  | 8,1      | Otylia Kałuża Stadion Królewska Huta                                               | 8,2      | Helena Woynarowska AZS Warszawa                                                | 8,4      |
| Bieg na 100 m             | Anna Breuer Pogoń Katowice                                                  | 12,7     | Otylia Kałuża Stadion Królewska Huta                                               | 13,0     | Helena Gottlieb Makabi Kraków                                                  | 13,3     |
| Bieg na 200 m             | Otylia Kałuża Stadion Królewska Huta                                        | 27,4     | Helena Gottlieb Makabi Kraków                                                      | 28,1     | Aniela Sikora Stadion Królewska Huta                                           | 28,2     |
| Bieg na 800 m             | Irena Świderska AZS Poznań                                                  | 2:32,4   | Erna Lebek Pogoń Katowice                                                          | 2:36,6   | Jadwiga Nowacka AZS Warszawa                                                   | o 2 m    |
| Bieg na 80 m przez płotki | Felicja Schabińska AZS Warszawa                                             | 12,5     | Maryla Freiwald Makabi Kraków                                                      | 13,4     | Zofia Plucińska Krusche-Ender Pabianice                                        | 14,1     |
| Sztafeta 4 × 100 m        | Pogoń Katowice Anna Breuer Elżbieta Białas Elżbieta Bytomska Elfryda Praiss | 53,4     | Makabi Kraków Helena Gottlieb Eugenia Glassner Maryla Freiwald Anda Metzendorf     | 54,0     | Stadion Królewska Huta Aniela Sikora ?? Otylia Kałuża                          | 54,2     |
| Sztafeta 4 × 200 m        | Stadion Królewska Huta ?? Otylia Kałuża                                     | 1:56,0   | AZS Warszawa Felicja Schabińska Jadwiga Nowacka Ludwika Gorloff Helena Woynarowska | 1:57,4   | Makabi Kraków Helena Gottlieb Eugenia Glassner Maryla Freiwald Anda Metzendorf | 1:57,6   |
| Skok wzwyż                | Jadwiga Janowska Krusche-Ender Pabianice                                    | 1,43     | Jadwiga Wajs Sokół Pabianice                                                       | 1,40d    | Elżbieta Bytomska Pogoń Katowice                                               | 1,35d    |
| Skok w dal                | Jadwiga Janowska Krusche-Ender Pabianice                                    | 5,07     | Alicja Piotrowska AZS Warszawa                                                     | 5,06     | Maryla Freiwald Makabi Kraków                                                  | 4,96     |
| Skok w dal z miejsca      | Janina Lutrosińska ŁKS Łódź                                                 | 2,47     | Aniela Sikora Stadion Królewska Huta                                               | 2,41     | Wanda Jasieńska AZS Poznań                                                     | 2,29     |
| Pchnięcie kulą            | Wanda Jasieńska AZS Poznań                                                  | 11,49    | Jadwiga Wajs Sokół Pabianice                                                       | 10,54    | Jadwiga Janowska Krusche-Ender Pabianice                                       | 9,60     |
| Rzut dyskiem              | Jadwiga Wajs Sokół Pabianice                                                | 42,43    | Jadwiga Janowska Krusche-Ender Pabianice                                           | 30,04    | Edyta Zylberg ŁKS Łódź                                                         | 29,64    |
| Rzut oszczepem            | Zofia Smętek ŁKS Łódź                                                       | 30,51    | Wanda Jasieńska AZS Poznań                                                         | 29,65    | Helena Woynarowska AZS Warszawa                                                | 24,205   |

## Bieg przełajowy
10. mistrzostwa w biegu przełajowym mężczyzn zostały rozegrane 24 kwietnia w Łucku. Trasa wyniosła 8 kilometrów. Mistrzostwa kobiet w biegu przełajowym odbyły się 14 kwietnia w Królewskiej Hucie, na dystansie 1,45 km.

### Mężczyźni
| Konkurencja:           | 1. miejsce                                 | Rezultat | 2. miejsce                  | Rezultat | 3. miejsce                      | Rezultat |
| Bieg przełajowy (8 km) | Maksymilian Hartlik Stadion Królewska Huta | 26:17,0  | Brunon Miałkas Warta Poznań | 26:38,0  | Tadeusz Adamczyk Orzeł Warszawa | o 70 m   |

### Kobiety
| Konkurencja:              | 1. miejsce                 | Rezultat | 2. miejsce                 | Rezultat | 3. miejsce                   | Rezultat |
| Bieg przełajowy (1,45 km) | Maria Szuas Pogoń Katowice | 4:55,6   | Jadwiga Głażewska ŁKS Łódź | 4:58,2   | Jadwiga Nowacka AZS Warszawa |          |

## Dziesięciobój
Mistrzostwa w dziesięcioboju mężczyzn odbyły się 11 i 12 czerwca w Królewskiej Hucie.
| Konkurencja:  | 1. miejsce                 | Rezultat     | 2. miejsce                 | Rezultat      | 3. miejsce                   | Rezultat      |
| Dziesięciobój | Jan Wieczorek 3 psap Wilno | 6717,10 pkt. | Jan Hillman Pogoń Katowice | 6547,495 pkt. | Władysław Niemiec Pogoń Lwów | 6182,015 pkt. |

## Pięciobój
Mistrzostwa w pięcioboju mężczyzn odbyły się 4 września w Bydgoszczy, a mistrzostwa kobiet w tej konkurencji 25 września w Poznaniu.

### Mężczyźni
| Konkurencja: | 1. miejsce                 | Rezultat     | 2. miejsce                           | Rezultat     | 3. miejsce                            | Rezultat     |
| Pięciobój    | Jan Wieczorek 3 psap Wilno | 3387,89 pkt. | Leon Jabrzemski Szk. Ofic. Bydgoszcz | 2515,18 pkt. | Franciszek Hanusiak Polonia Bydgoszcz | 2029,55 pkt. |

### Kobiety
| Konkurencja: | 1. miejsce                               | Rezultat     | 2. miejsce                           | Rezultat     | 3. miejsce                           | Rezultat     |
| Pięciobój    | Jadwiga Janowska Krusche-Ender Pabianice | 3559,71 pkt. | Aniela Sikora Stadion Królewska Huta | 3449,18 pkt. | Otylia Kałuża Stadion Królewska Huta | 3189,63 pkt. |

## Trójbój
Mistrzostwa w trójboju kobiet zostały rozegrane 11 września w Krakowie. W skład trójboju wchodziły: bieg na 100 metrów, skok wzwyż i rzut oszczepem.
| Konkurencja: | 1. miejsce                           | Rezultat | 2. miejsce                      | Rezultat | 3. miejsce                       | Rezultat |
| Trójbój      | Aniela Sikora Stadion Królewska Huta | 158 pkt. | Helena Woynarowska AZS Warszawa | 125 pkt. | Janina Wasilewska Pogoń Katowice | 117 pkt. |

## Maraton
Mistrzostwa Polski w biegu maratońskim mężczyzn zostały rozegrane 11 września w Białymstoku.
| Konkurencja: | 1. miejsce                    | Rezultat  | 2. miejsce                 | Rezultat  | 3. miejsce                            | Rezultat  |
| Maraton      | Szczepan Soduła Strzelec Łódź | 3:04:11,8 | Józef Sitko Pogoń Katowice | 3:09:24,5 | Franciszek Buczyński Sarmata Warszawa | 3:09:55,0 |

## Bieg na 3000 m z przeszkodami
Mistrzostwa Polski w biegu na 3000 metrów z przeszkodami mężczyzn zostały rozegrane 18 września w Warszawie.
| Konkurencja:                  | 1. miejsce                      | Rezultat | 2. miejsce                   | Rezultat | 3. miejsce                     | Rezultat |
| Bieg na 3000 m z przeszkodami | Tadeusz Adamczyk Orzeł Warszawa | 10:59,2  | Józef Milcz Rezerwa Warszawa | 11:04,8  | Zenon Puchalski Legia Warszawa |          |

## Chód na 50 km
Mistrzostwa Polski w chodzie na 50 kilometrów mężczyzn zostały rozegrane 2 października w Lublinie.
| Konkurencja:  | 1. miejsce                           | Rezultat     | 2. miejsce                                   | Rezultat     | 3. miejsce                       | Rezultat |
| Chód na 50 km | Kazimierz Powierza Strzelec Warszawa | 5:01:45,0 NR | Aleksander Jarmołyszko Jagiellonia Białystok | 5:02:04,2 PB | Henryk Roguski Strzelec Warszawa |          |